# Халюк Байрактар
Лютфю Халюк Байрактар (тур. Lütfü Haluk Bayraktar; 4 жовтня 1978, Стамбул, Туреччина) — турецький підприємець і меценат, генеральний директор компанії Baykar Defence. Впродовж ділового життя Байрактар також обіймав позиції голови та члена ради у фонді Turkish Technology Team (T3), SAHA Стамбул (SAHA İstanbul), та TÜBİTAK.

## Біографія
Народився 4 жовтня 1978 в Стамбулі.
Отримав ступінь бакалавра в галузі «Організація промислового виробництва» в Близькосхідному технічному університеті (2000) та ступінь магістра у цій же галузі в Колумбійському університеті (2002). Після завершення навчання в США та повернення до Туреччини обіймав різні виконавчі позиції у сімейній компанії Baykar Defence.
З січня 2010 є генеральним директором компанії. Окрім ділової кар'єри, Халюк Байрактар також займається науковою діяльністю та продовжує працювати над  докторською дисертацією (з 2004 р). В той же час наказом президента Халюка Байрактара було призначено членом ради в TÜBİTAK в листопаді 2018 року.

## Соціальна відповідальність
Будучи членом різних організацій, він є головним прихильником Національного Технічного Руху Туреччини. У цьому контексті, Байрактар є виконуючим обов'язки голови фонду Т3 та відіграє активну роль в практичних заняттях, організованих фондом.Байрактар також є одним з найбільш активних представників приватного сектора в боротьбі з епідемією COVID-19 в Туреччині. Байрактар запросив учасників SAHA Стамбул підтримати боротьбу проти пандемії.  Будучи одним з ключових діячів процесу розвитку вітчизняних дихальних апаратів, Халюк Байрактар проводить кампанію з виробництва такого обладнання за допомогою BAYKAR Defense та інших вітчизняних промислових партнерів. 

## Нагороди

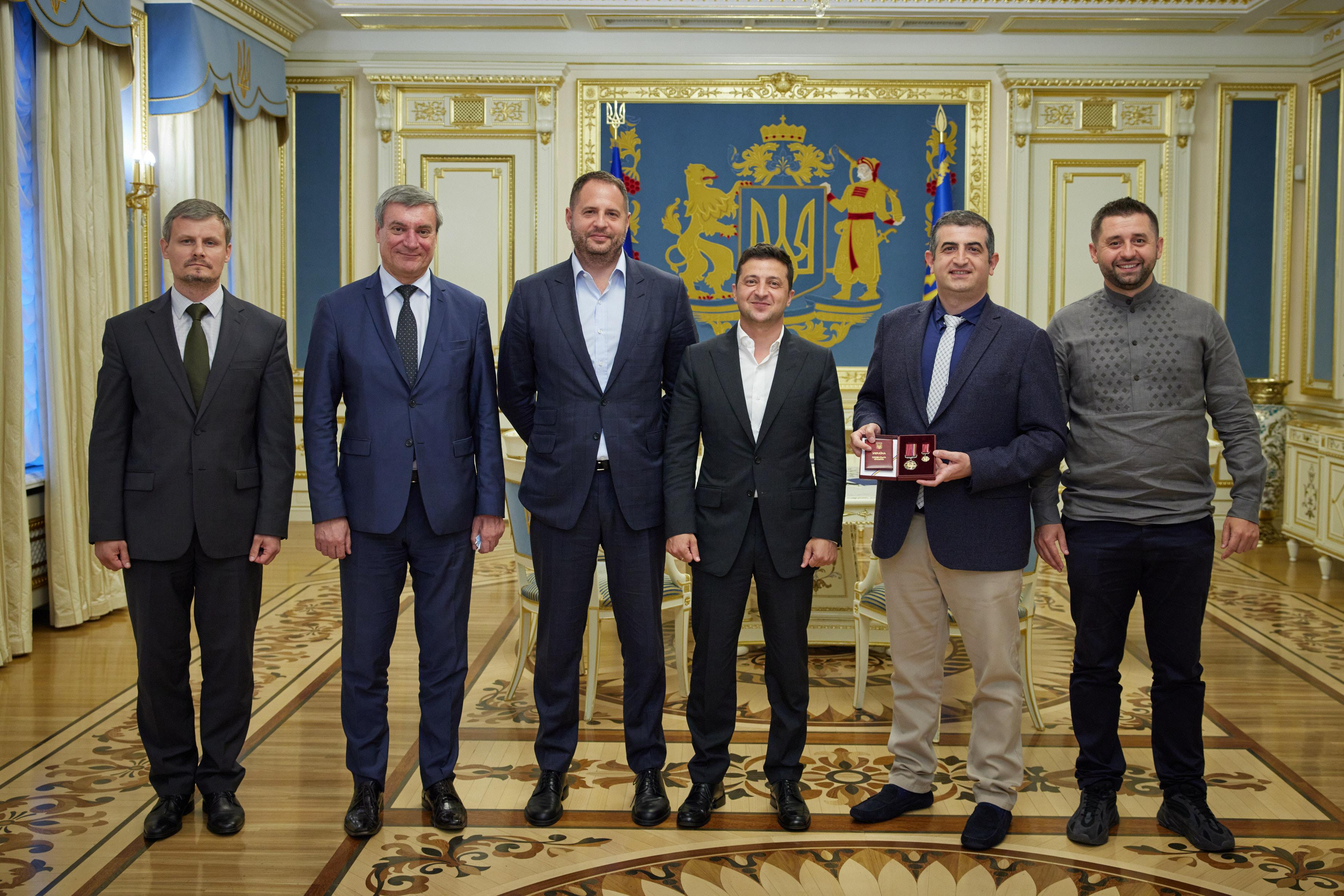
22 серпня 2020 отримав Орден «За заслуги» ІІІ ступеня від Володимира Зеленського

- Орден «За заслуги» І ступеня (Україна, 23 серпня 2022) — за значні особисті заслуги у зміцненні міждержавного співробітництва, підтримку державного суверенітету та територіальної цілісності України, вагомий внесок у популяризацію Української держави у світі.[11]
- Орден «За заслуги» ІІІ ступеня (Україна, 22 серпня 2020) — Після того, як Україна закупила 6 БпЛА ТВ2 у компанії Baykar, співпраця між Україною та Туреччиною у сфері оборонної промисловості невпинно зміцнюється: українськими двигунами оснащений ударний БпЛА нового покоління Akıncı, створюються спільні підприємства, відбувається обмін знаннями. За вагомий особистий внесок у зміцнення міжнародного авторитету України, розвиток міждержавного співробітництва, плідну громадську діяльність Х.Байрактара було удостоєно високою державною нагородою.[12][13]
- 15 червня 2021 року Халюк Байрактар був нагороджений орденом "Карабах" президентом Ільхамом Алієвим під час візиту Шуші. Ця висока нагорода була вручена за його внесок у зміцнення братських відносин між Азербайджаном та Туреччиною, розвиток співпраці, забезпечення територіальної цілісності та суверенітету Азербайджанської Республіки.